# Єрофєєва Ольга Юріївна
Ольга Юріївна Єрофєєва (21 березня 1953, Харків) — українська художниця, працює у монументально-декоративному мистецтві, живопису та графіці; заслужений художник України.

## Життєпис
Народилася у Харкові.
У 1969 р. закінчила Дитячу художню школу ім. І. Ю. Рєпіна, у 1977 — монументальне відділення Харківського художньо-промислового інституту.
У 1977—1990 рр. працювала на Харківському художньо-виробничому комбінаті.
З 1979 р. бере участь у республіканських, всесоюзних і закордонних виставках. Персональні виставки пройшли у Траунштайні (Німеччина, 1993) та Харкові (1996–97, 2003, 2006–07).
З 1982 р. — член Спілки художників України. Станом на 2017 р. — член правління Харківської організації Національної спілки художників України.
З 2008 р. — Заслужений художник України.
Картини знаходяться у приватних колекціях України, Росії, Німеччини, Швейцарії, Бельгії, США, Ірландії, Китаю та музеях України.

## Обрані твори
- цикл розписів у Національному гірничому університеті (Дніпропетровськ, 1978);
- цикл розписів «Дитячі забави» у Дитячому пульмонологічному санаторії (Харків, 1987);
- розпис «Людина та природа» у Будинку природи (Дніпропетровськ, 1980);
- мозаїка на станції Харківського метрополітену «Історичний музей» (Харків, 1984);
- панно «Птахи та квіти» на станції Харківського метрополітену «Ботанічний сад» (Харків, 2004);
- шість панно «Харківські вікна» на станції Харківського метрополітену «Олексіївська» (разом з І. І. Моргуновим, Харків, 2010)[4][5][6]
- живопис «Пікнік» (1986), «Флейтистка» (1990), «Двоє» (1992), «Корабель» (1994), «Сорочинський ярмарок», «Переможець», «Міраж» (усі — 1995), «Весільна подорож», «Німфа у селі Хатки», «Атлантида», «Сорочинські музики» (усі — 1996), «Перевіз» (1999), «Літнє кафе» (2002), «Гра», «Діана-мисливиця» (обидва — 2003), «Родина художника» (2004) тощо.